# Georg Schirmbeck

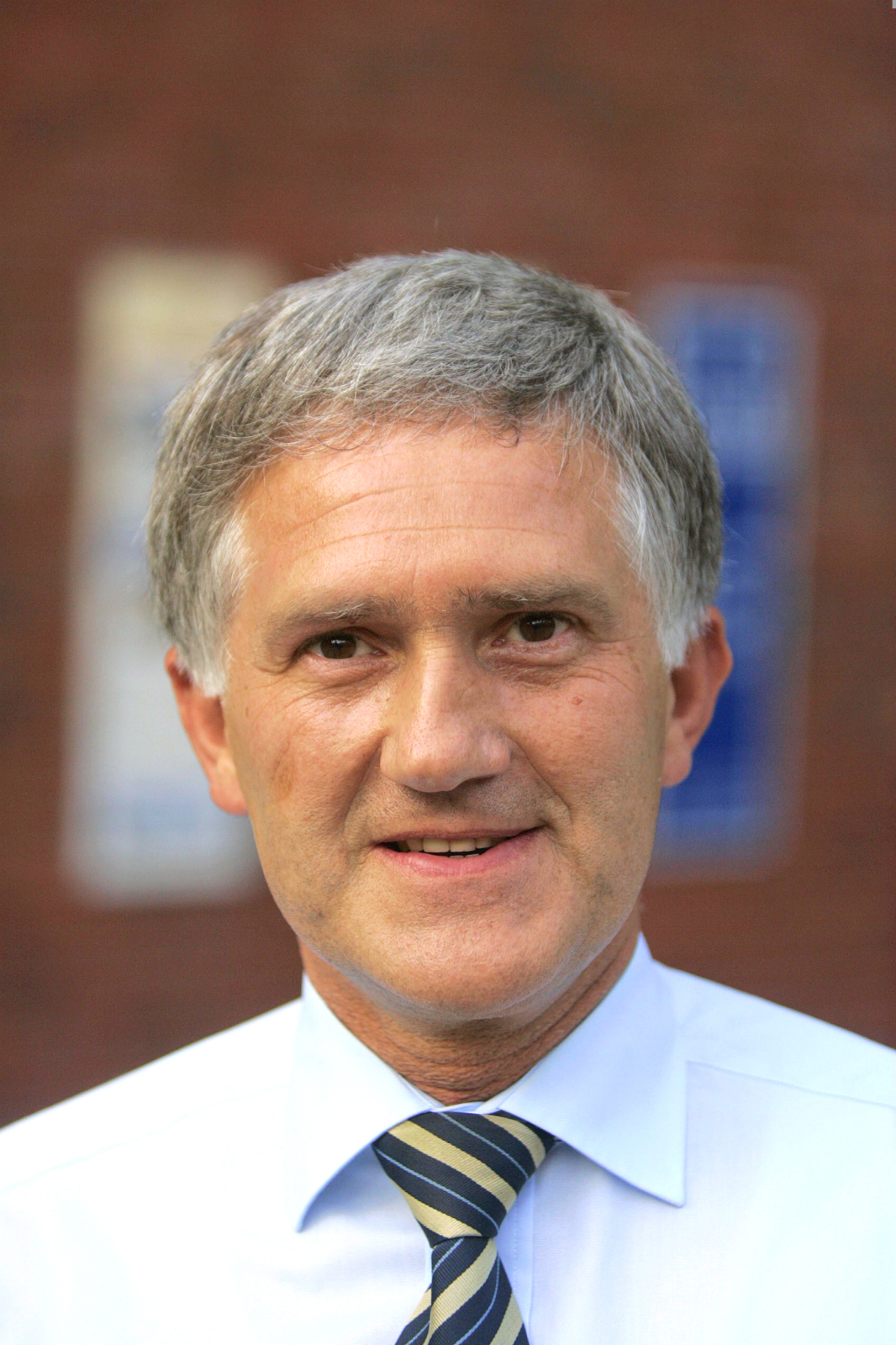
Georg Schirmbeck (2012)

Georg Wilhelm Schirmbeck (* 6. Oktober 1949 in Ohrbeck) ist ein deutscher Politiker (CDU).

## Leben und Beruf
Nach dem Abitur 1971 am Wirtschaftsgymnasium in Osnabrück leistete Schirmbeck als Soldat auf Zeit seinen Wehrdienst bei der Bundeswehr ab und durchlief auch die Ausbildung zum Reserveoffizier (letzter Dienstgrad: Major d.R.). 1974 übernahm er den elterlichen landwirtschaftlichen Betrieb, den er 1981 aufgab, um stattdessen als Bauträger für Wohn- und Ladenbauprojekte tätig zu werden. Seit 2001, als er Vorsitzender des Waldbesitzerverbandes Weser-Ems und Mitglied im Hauptausschuss der Arbeitsgemeinschaft Deutscher Waldbesitzerverbände wurde, ist Georg Schirmbeck forstpolitisch aktiv. Seit dem 5. Juni 2007 ist er Präsident des Deutschen Forstwirtschaftsrates (DFWR); zuletzt wurde er im Mai 2016 durch die Mitgliederversammlung im Amt bestätigt. Seit November 2009 ist Schirmbeck zudem Vorstandsmitglied der Fachagentur Nachwachsende Rohstoffe e. V.
Schirmbeck war mehrfach für die OSZE als Wahlbeobachter in Belarus tätig. Vor der Präsidentschaftswahl 2006 wurde ihm wegen eines kritischen Interviews, in dem er den belarussischen Präsidenten Aljaksandr Lukaschenka als „letzten Diktator Europas“ bezeichnet hatte, die Einreise in das Land verweigert. Nach der Präsidentschaftswahl 2010 wandte sich Schirmbeck trotzdem gegen Vorwürfe des Wahlbetrugs. Während andere OSZE-Wahlbeobachter die Stimmenauszählung als „schlecht bis sehr schlecht“ beurteilten, erklärte Schirmbeck, dass die Stimmabgabe und Auszählung in den von ihm besuchten Wahllokalen korrekt verlaufen seien. Er wandte sich gegen „Kritik aus deutschen Wohnzimmern“ und verurteilte manche Wortmeldung in Deutschland als albern. Andererseits kritisierte er das so genannte „early voting“, welches durch die Wahlbeobachter nur schwer kontrollierbar sei, und warf Belarus schwere Demokratiedefizite durch den ungleichen Zugang von Regierung und Opposition zu den Medien vor.
Während der Euro-Krise sprach sich Schirmbeck für einen Finanzausgleich zwischen den EU-Mitgliedsstaaten aus, ähnlich dem deutschen Länderfinanzausgleich.
2025 wurde Schirmbeck das Bundesverdienstkreuz 1. Klasse verliehen.
Georg Schirmbeck ist verheiratet und hat zwei Kinder.

## Partei

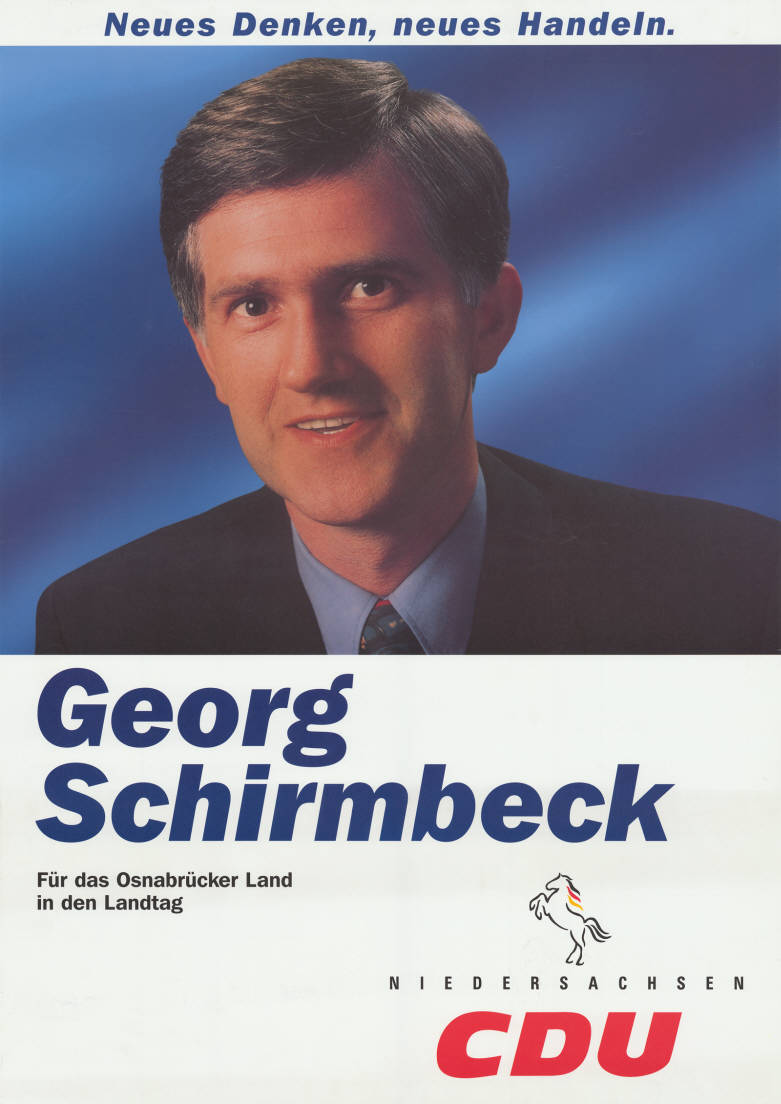
Kandidatenplakat zur Landtagswahl in Niedersachsen 1998

Schirmbeck trat 1972 in die Junge Union (JU) und die CDU ein, war von 1974 bis 1976 stellvertretender Vorsitzender des JU-Kreisverbandes Landkreis Osnabrück und von 1975 bis 1977 stellvertretender Vorsitzender des JU-Bezirksverbandes Osnabrück/Emsland. Seit 1974 gehört er dem Kreisvorstand der CDU im Landkreis Osnabrück an.

## Abgeordneter
Schirmbeck gehörte von 1976 bis 1992 dem Gemeinderat seines Heimatortes Hasbergen an. Er war seit 1976 Mitglied im Kreistag des Landkreises Osnabrück und von 1996 bis 2011 Vorsitzender der CDU-Kreistagsfraktion.
Von 1990 bis 2002 war Schirmbeck außerdem Mitglied des Niedersächsischen Landtages. Dort war er von 1991 bis 1998 umweltpolitischer Sprecher der CDU-Landtagsfraktion und anschließend bis 2002 Mitglied im Fraktionsvorstand.
Von 2002 bis 2013 war er Mitglied des Deutschen Bundestages und hier seit Dezember 2005 Schatzmeister der Landesgruppe Niedersachsen der CDU/CSU-Bundestagsfraktion.
Georg Schirmbeck ist stets als direkt gewählter Abgeordneter des Wahlkreises Osnabrück-Land in den Bundestag eingezogen.
Schirmbeck war bis zum Ende der 17. Legislaturperiode des Deutschen Bundestages Mitglied der Europa-Union Parlamentariergruppe Deutscher Bundestag.